# بيزلي ورينفروشير الشمالية (دائرة انتخابية في المملكة المتحدة)
بيزلي ورينفروشير الشمالية (بالإنجليزية: Paisley and Renfrewshire North)‏ هي إحدى الدوائر الانتخابية في المملكة المتحدة الممثلة في مجلس العموم في برلمان المملكة المتحدة.
عضو البرلمان الذي يمثلها حالياً هو :Jim Sheridan (Lab).